# Relations entre les Émirats arabes unis et la France
Les relations entre les Émirats arabes unis et la France désignent les relations diplomatiques entre la République française et les Émirats arabes unis, État fédéral au Moyen-Orient. La France dispose d'une ambassade à Abou Dabi ainsi qu'un consulat général à Dubai et les Émirats disposent d'une ambassade à Paris.

## Histoire

### Premiers contacts diplomatiques
Les relations entre la France et les Émirats arabes unis sont récentes, en raison des relations exclusives qu’ont entretenu le Royaume-Uni et cette région du Golfe pendant la Renaissance jusqu’à l’indépendance des Émirats.
En 1939, par l'intermédiaire de l'Iraq Petroleum Company, Total s'implante aux Émirats. Ceci marque le début de la présence économique française dans la région, alors largement dominée par l'empire britannique.

### Début des relations étatiques officielles
Après la crise du canal de Suez en 1956, les Britanniques se désengagent de la région du Golfe et opèrent une transition politique qui s’achève en 1971 par l’indépendance des Émirats arabes unis. La région garde cependant des relations étroites avec le Royaume-Uni.
Avec leur indépendance, les Émirats arabes unis commencent à ouvrir et multiplier les relations avec les puissances étrangères. Dès avril 1972, Paul Carton, ambassadeur de France au Koweit, présente ses lettres de créance. Et en février 1974, Paul Martin est nommé ambassadeur résident à Abou Dabi. Ainsi, la France ouvre sa première ambassade aux Émirats arabes unis en 1974.
En 1975, Zayed, premier président des Émirats arabes unis, visite Paris. Le 3 juillet 1975, la France et les Émirats arabes unis concluent un accord de coopération culturelle et technique.
La situation géographique des Émirats, au croisement des continents africain, européen et asiatique confère à la fédération une importance particulière et la France entend établir rapidement dès cette époque des relations privilégiées entre les deux pays.

### Époque contemporaine
Depuis 1975, l'alliance entre les Émirats arabes unis et la France est restée solide ; à bien des égards, les États entretiennent une relation privilégiée. La puissance de la France, son indépendance vis-à-vis des États-Unis mais aussi son positionnement équilibré dans le conflit entre Israël et les pays arabes rendent le pays attractif aux yeux des monarchies du Golfe.
Si le pétrole octroie aux Émirats arabes unis un poids économique majeur, c’est l'État fédéral qui a pris l’initiative à plusieurs reprises de renforcer ses relations avec la France. Et la France a toujours répondu positivement à ces demandes. Ces relations, multisectorielles, revêtent une importance stratégique pour les deux pays.
Dès la déclaration d’indépendance des Émirats arabes unis en 1971, la France a su nouer des relations privilégiées avec le plus riche et le plus prospère d’entre eux, l’émirat d’Abou Dabi qui concentre 73 % du territoire et 93 % des réserves de pétrole. Ces rapports se développent sous l’impulsion du président Jacques Chirac et de son homologue l’émir Zayed al Nahyan et par la suite avec son héritier à la gouvernance de l'émirat d’Abou Dabi le Cheikh Mohammed ben Zayed Al-Nahyane, chef d’état-major des armées émiriennes. C’est dans cet émirat que les plus importantes collaborations avec la France sur le plan culturel, scientifique et universitaire ont vu le jour.
Cependant, cette alliance a été récemment critiquée par Sébastien Boussois et Andreas Krieg pour avoir regardé bien au-delà des intérêts bilatéraux et ignoré la complicité des EAU dans les crimes de guerre au Yémen. La relation serait basée sur le soutien de Paris à Abou Dabi, qui a permis aux EAU d’appliquer en action la vision contre-révolutionnaire de Mohammed ben Zayed Al-Nahyane rêvée pour le monde arabe.
En mars 2023, Mediapart soutient que les Émirats arabes unis possèdent « un réseau d’influence opérant en France » pour son compte. Les activités de ce réseau seraient coordonnées par une société d’intelligence économique basée en Suisse, Alp Services,.

## Coopération bilatérale

### Traités internationaux
Les traités internationaux signés entre la France et les Émirats arabes unis recouvrent l’ensemble des activités politiques, économiques, sociales et militaires qui s’exercent entre les deux pays. Les traités sont d’abord d’ordre culturels puis politiques avec la signature en 1980 d’un accord de coopération entre le gouvernement de la République française et le gouvernement de l'État des Émirats arabes unis. Comme avec d’autres pays, la France a conclu en 1989 une convention en vue d’éviter les doubles impositions pour les ressortissants des deux pays. Sur le plan financier, un accord entre les deux pays est signé afin d’encourager et protéger les investissements bilatéraux en 1991. Les Émirats arabes unis faisant face à une urbanisation accélérée, de nombreux accords dans les secteurs de la construction et des transports ont aussi été passés, à l’instar de l’accord intergouvernemental passé dans le domaine des transports en 2008. En 2015, un accord entre les Émirats arabes unis et les pays membres de l’espace Schengen est passé afin d’exempter de visa les ressortissants des pays concernés.

### Coopération universitaire
L’après-pétrole est une question prioritaire pour les pays du Golfe. Après avoir basé leur développement économique sur cette énergie dont les ressources ne sont pas renouvelables, il s’agit pour les Etats de la région de diversifier leurs revenus et devenir moins dépendant des énergies fossiles. Cette diversification passe notamment par la polyvalence de l’éducation proposée aux étudiants, via des partenariats avec des universités étrangères. Cette démarche permet de former les étudiants à des domaines plus hétéroclites mais aussi d’attirer les étudiants étrangers.
Cette politique de diversification est pratiquée par les Émirats arabes unis, qui ont noué pas moins de 90 partenariats avec des institutions universitaires. Dans l'État fédéral, la Sorbonne est la seule université française et européenne accréditée en France et aux Émirats arabes unis. Ce partenariat privilégié, initié en 2007, a vu le jour à Abou Dabi. Mixte et laïque, l’université délivre le diplôme de Paris et non pas seulement un diplôme local.
En 2019, l’université de la Sorbonne à Abou Dabi compte près de 800 étudiants dont 40 % d’Émiriens, 43 % d’étudiants étrangers de familles expatriées et 17 % d’étrangers qui viennent du reste du monde. Celle qui est surnommée la Sorbonne des sables dispose aussi d’une architecture similaire à celle de sa sœur parisienne. Le campus s’étale sur 93 000 mètres carrés pour 11 bâtiments accueillant des enseignements de sciences humaines, d’arts ou encore de lettres. L’université compte près de 1 700 personnes diplômées et 90 nationalités entre ses murs.
Cette coopération universitaire contribue au rayonnement de la France et surtout de la francophonie à l’international. D’autres coopération existent avec les établissements d’enseignement supérieur, notamment l’université Paris VII - Diderot, ESMOD, l’École nationale des ponts et chaussées ou encore l’École supérieure de la magistrature.
D’autre part, un espace Campus France est installé aux Émirats arabes unis depuis 2004. Cet espace a pour mission de présenter l’offre de formation en français et en anglais des établissements d’enseignement supérieur français.
La France se situe au quatrième rang des pays d'accueil des étudiants émiriens.
Les Émirats arabes unis sont devenus en 2010 membres de l'Organisation internationale de la francophonie, avec le statut d'observateur. Il y a trois alliances françaises dans les Émirats.

### Coopération culturelle
La coopération culturelle entre la France et les Émirats arabes unis s’est très largement développée ces dernières années. Le point d’orgue de cette coopération est l’ouverture en 2017 du premier musée universel dans le monde arabe, le Louvre d’Abou Dabi. Formalisée le 6 mars 2007 par la signature d'un accord intergouvernemental entre la France et les Émirats arabes unis, cette collaboration demande la mobilisation exceptionnelle des autorités émiriennes, du musée du Louvre et de France-Muséums, l'agence qui réunit douze institutions françaises.
Le nom du Louvre est prêté contractuellement à ce musée pour une durée de trente ans. Institution originale et singulière, le musée du Louvre d’Abou Dabi n’est pas une réplique de l’établissement français. Le musée dispose de 620 œuvres dont près de 300 sont prêtées par la France jusqu’en 2026. Les autres œuvres proviennent des Etats voisins de la région du Golfe.
Situé sur l’île de Saadiyat, le musée est conçu par Jean Nouvel, lauréat du prix Pritzker. Le bâtiment s’étend sur 64 000 mètres carrés dont 6 000 mètres carrés consacrés aux collections permanentes et 2000 mètres carrés aux expositions temporaires.
Les visiteurs du musée sont à 60 % étrangers, notamment Indiens, Chinois, Français et Allemands. Un an après son ouverture, le musée comptabilise déjà un million de visiteurs et quatre expositions majeures. La coopération franco-émirienne s’incarne notamment par la présence de 47 % d'Émiriens dans les équipes de professionnels de la culture et des musées.
Dans le domaine de l'archéologie, des actions de coopération sont menées à Mleiha (période pré-islamique) et à Hili (âge du bronze). Les Émirats arabes unis accueillent en 2016 la Conférence internationale d'Abou Dabi sur la protection du patrimoine dans les situations de conflit en 2016. L'ALIPH est un fonds destiné à la protection du patrimoine en péril auquel contribuent la France et les Émirats.

## Relations économiques et partenariats
Sur le plan économique, les Émirats sont le deuxième partenaire le plus important après l’Arabie saoudite dans la région du Golfe et le 38e au niveau global. Ils dégagent régulièrement un excédent grâce notamment aux commandes substantielles en matière d’aéronautique passées en France. En 2018, les échanges commerciaux entre la France et les Émirats arabes unis totalisent 4 408 millions d’euros.

### Liens commerciaux

#### De la France vers les Émirats arabes unis
La France exporte en 2018 près de 3 163,8 millions d’euros de marchandise en dehors du matériel militaire. Les premiers postes d’exportations sont les matériels de transport (14,9 %), l’industrie textile (14,4 %) et les produits industriels agroalimentaires (13,8 %). Les Émirats arabes unis sont à ce titre le 33e client de la France, son 48e fournisseur et son 185e excédent.
La France est le deuxième investisseur étranger dans l'émirat d'Abou Dabi, avec 11 % du stock d'IDE. Les Émirats arabes unis comptent le plus grand nombre d'implantations françaises dans le Golfe.
Les Émirats arabes unis accueillent le plus grand nombre d’implantations françaises au Moyen-Orient avec plus de 600 filiales employant plus de 30 000 collaborateurs en 2019.

#### Des Émirats arabes unis vers la France
En 2018, les Emirats arabes unis ont exporté près de 1 284,2 millions d’euros de marchandise, en augmentation du 17 % par rapport à 2017. Le solde des échanges s’élève donc à 1 879,7 millions d’euros entre les deux pays. Les Emirats arabes unis exportent principalement des produits pétroliers (77,7 %), des produits métallurgiques (7,9 %) et des produits manufacturés de divers secteurs (2,7 %). Ces exportations sont en hausse progressive depuis 2014 avec une moyenne de 5 % d’augmentation par an. Les Émirats arabes unis sont le 35e investisseur en France.
La France a aussi entrepris une campagne incitant les dirigeants émiriens à investir en France. L’objectif est de soutenir le financement des start-up françaises via le Franco-Emirati Fund et de développer l’innovation en France.

### Domaine des transports

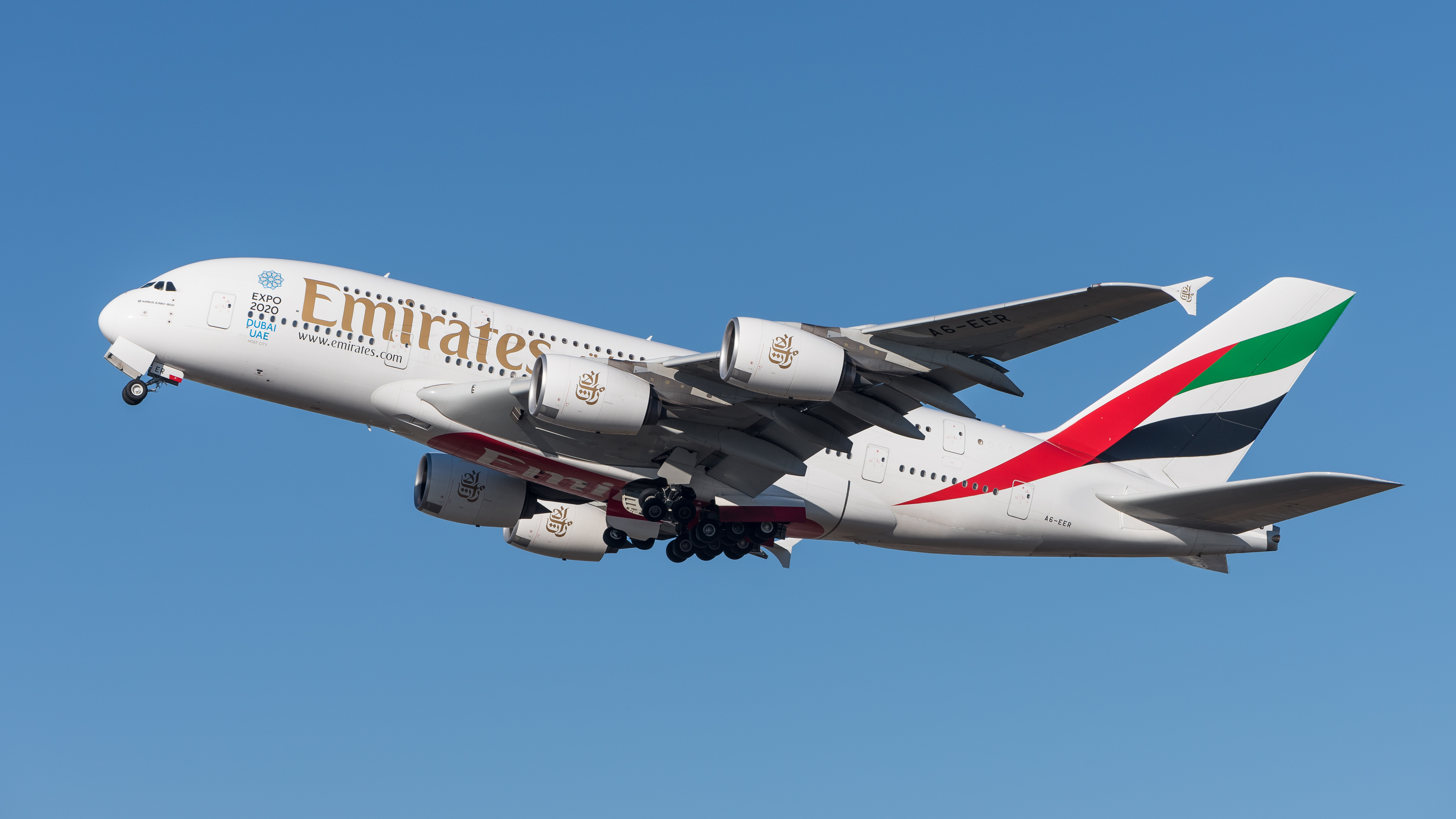
Un Airbus A380 de la compagnie aérienne Emirates, témoin de la coopération entre les Émirats arabes unis et la France dans le domaine de l'aéronautique.

Les Émirats arabes unis connaissent depuis la fin des années 1990 une urbanisation accélérée qui pose de nombreuses problématiques logistiques. C’est pour son expertise dans le secteur des transports, tant ferroviaires qu’aéronautiques, que la France est sollicitée par les Émirats arabes unis.

#### Les contrats ferroviaires
La France dispose d’une grande connaissance des enjeux du transport ferroviaire et exporte son savoir-faire partout dans le monde. En 2010, la société Systra, filiale de la SNCF et de la RATP, remporte la maîtrise d’œuvre du réseau ferroviaire émirien mais aussi d’autres pays de la région comme l’Arabie saoudite ou le Sultanat d’Oman. Ce contrat en collaboration avec l’entreprise américaine Parsons comprend la livraison de 1 500 kilomètres de voies ferrées livrées en 2017.
En 2014, c’est Alstom qui remporte le contrat du tramway de Dubaï. Moins chère mais surtout déjà opérationnelle en France, la solution proposée par Alstom séduit les autorités dubaïotes qui signent avec l’entreprise française un contrat de 750 millions d’euros.
En 2016, Alstom remporte aussi le contrat portant sur l’extension du métro automatique de Dubaï pour un montant de 2,6 milliards d’euros. Ce sont 50 rames de métro qui sont commandées au constructeur français afin que la ville puisse répondre aux besoins d’affluence engendrés par l’exposition universelle 2020.

#### Contrats industries aéronautique et spatiale
Les Émirats arabes unis disposent de deux grandes compagnies aériennes exploitant des vols sur les cinq continents. Etihad Airways est basé à Abou Dabi et Emirates est basé à Dubaï. Les deux compagnies aériennes ont passé de nombreux contrats avec Airbus, le constructeur aéronautique français. En 2013, le salon aéronautique de Dubaï est l’occasion pour les deux compagnies de renforcer leur flotte aérienne. C’est ainsi qu’Emirates commande cinquante A380 pour un total de 23 milliards de dollars à Airbus. Cette annonce porte à 140 le nombre d’appareils commandés par la compagnie aérienne. De son côté, Etihad commande à cette occasion 87 avions de modèles divers pour un total de 19 milliards de dollars.
En juillet 2014, le programme spatial émirien se diversifie par la signature d'un contrat d'acquisition de deux satellites dérivés des Pléiades développés par la France. Ces derniers sont fabriqués par la division Defence and Space du groupe Airbus et Thales Alenia Space, co-entreprise du français Thales et de l'italien Finmeccanica. Ce programme ouvre une occasion de collaboration entre la France et les Émirats arabes unis qui s’illustre dès 2015 par la signature du premier accord de collaboration spatiale entre le CNES et les Émirats.
En février 2018, Emirates passe une nouvelle commande de vingt A380 avec une option pour l’achat de 16 appareils supplémentaires pour un total de 16 milliards de dollars. Avec cette commande, Emirates fait monter à 178 le nombre d’A380 dans sa flotte et remplit le carnet de commandes d’Airbus pour dix années supplémentaires. Mais en octobre de la même année, une mésentente entre la compagnie aérienne et le fournisseur de moteurs Rolls Royce au sujet de la puissance des 36 avions commandés met en péril le contrat. Le 14 février 2019, Airbus annonce officiellement la fin du programme A380, faute d’accord avec la compagnie aérienne.

### Domaine énergétique
Les Émirats arabes unis et la France signent en 2014 à Vienne un accord fondamental pour la coopération énergétique. Deux accords de coopération nucléaire civile ont en effet été conclus entre l’Autorité fédérale de régulation nucléaire (FANR), le directeur de l’INSTN et l'ambassadeur Hamad Al Kaabi, Représentant permanent des Émirats arabes unis à Vienne.
En 2018, l’expertise française est sollicitée par les Émirats arabes unis dans le cadre de l’installation d’un parc photovoltaïque de 200 MW dans l'émirat de Dubaï appelé Dewa III. Cette collaboration avec le groupe EDF signe le début de la transition énergétique opérée dans l'émirat et le développement des énergies renouvelables dans un pays où le pétrole reste encore l’une des plus grandes richesses économiques.

### Domaine militaire
La France est souvent sollicitée pour son expertise sur le plan militaire. Depuis 1976, les équipements militaires des Émirats arabes unis sont constitués à 70 % de matériels et de véhicules français. Et cette relation économique privilégiée tient grâce à plusieurs contrats phares qui ont été passés entre la France et les Émirats arabes unis.
Une coopération de défense existe entre la France et les Émirats arabes unis depuis 1971. Cet accord de coopération intervient dans le domaine stratégique, où sont mis en place un « dialogue stratégique » et une « défense aérienne élargie », faisant intervenir l'armée française en cas d'agression. Ainsi en 1993, le GIAT obtient un contrat majeur de 3,2 millions d’euros portant sur la vente de 426 chars Leclerc. En 1995, Eurocopter conclut un marché de 180 millions d’euros dans le domaine de l’aéronautique, fournissant plusieurs hélicoptères de la Marine. En 1997, les Émirats arabes unis passent une commande de 30 Mirage 2000-0 pour 3 milliards d’euros. En 2003, ce sont six Corvettes furtives de type Baynunah qui sont commandées pour un montant de 566 millions d’euros.
Ces contrats militaires s’accompagnent de contrats subsidiaires portant sur des échanges de connaissances pour le maintien et l’entretien des techniques de pointe présentes sur les Mirage et les chars Leclerc.
Le 25 mai 2009, Nicolas Sarkozy, alors président de la République française ainsi que son homologue émirien ouvrent une base militaire française, la première base militaire française permanente dans le Golfe, accueillant 400 soldats, répartis entre la force navale, la force aérienne et un groupement tactique.
En 2014, la France remporte un contrat de plus de 700 millions d’euros pour fournir aux Émirats arabes unis deux satellites militaires d’observation. Ce contrat est assorti d’un accord de coopération des services et de partage des données. En 2019, Naval Group remporte un nouveau contrat et signe la vente de deux Corvettes Gowind pour 750 millions d’euros
Les Forces françaises aux Émirats arabes unis assurent la présence de la France au cœur de l'arc des crises, et c'est depuis les Émirats que la France participe depuis 2014 à l'opération Chammal durant la guerre civile irakienne ; cette base est la seule implantation militaire française permanente à l'étranger en dehors d'Afrique. Si un État tiers s'en prend aux Émirats arabes unis, la France sera solidaire dans la riposte.
La France et les Émirats arabes unis concluent à cette occasion un accord de coopération en matière de défense, et la France est l'un des premiers fournisseurs de l'armée des Émirats arabes unis. Les ventes d'armes par la France aux Émirats arabes unis portent sur un montant annuel situé entre 200 et 400 millions d'euros. En novembre 2017, Abou Dhabi commande cinq avions Airbus A330 MRTT multirôles et deux Corvettes Gowind. En outre, les Chantiers Couach concluent en mars 2018 un contrat avec la société émirienne ADD Military Supplies concernant un transfert de technologies navales.
La France offre aux États du Golfe, Émirats compris, une alternative, et ce depuis la guerre du Golfe. Les pétromonarchies ne dépendent plus uniquement du soutien des États-Unis et peuvent mener une politique plus indépendante.
Quatre-vingts avions de combat Rafale sont vendus fin 2021 par le gouvernement d'Emmanuel Macron pour 16 milliards d'euros. Cette vente record suscite une controverse en France, les Émirats arabes unis étant impliqués dans la guerre au Yémen qui a fait plusieurs centaines de milliers de morts.
Le 14 novembre 2024, un rapport d’Amnesty International révèle que des véhicules blindés fabriqués aux Émirats arabes unis et équipés d'une technologie militaire française sont utilisés par les forces paramilitaires (Forces de soutien rapide) dans la guerre civile du Soudan, violant potentiellement un embargo sur les armes de l'ONU.

## Expatriation et tourisme
Le marché du travail aux Émirats arabes unis est un marché internationalisé et extrêmement concurrentiel puisqu’il compte seulement 20 % d’Émiriens. Les 30 000 Français vivants aux Émirats arabes unis doivent alors se démarquer pour espérer trouver un emploi dans l’Etat fédéral. Malgré cet univers concurrentiel, les Émirats arabes unis attirent les ressortissants français par les occasions d’évolution professionnelle que cela suppose, la qualité de vie exceptionnelle offerte aux ressortissants français et l’occasion de découvrir une nouvelle culture.
En 2018, la France se situe à la 11e place des pays dont sont originaires les touristes en visite à Dubaï avec 348 000 personnes enregistrées, un chiffre en hausse de 17 % par rapport à 2017.